# Lista țărilor în funcție de indicii libertății în lume

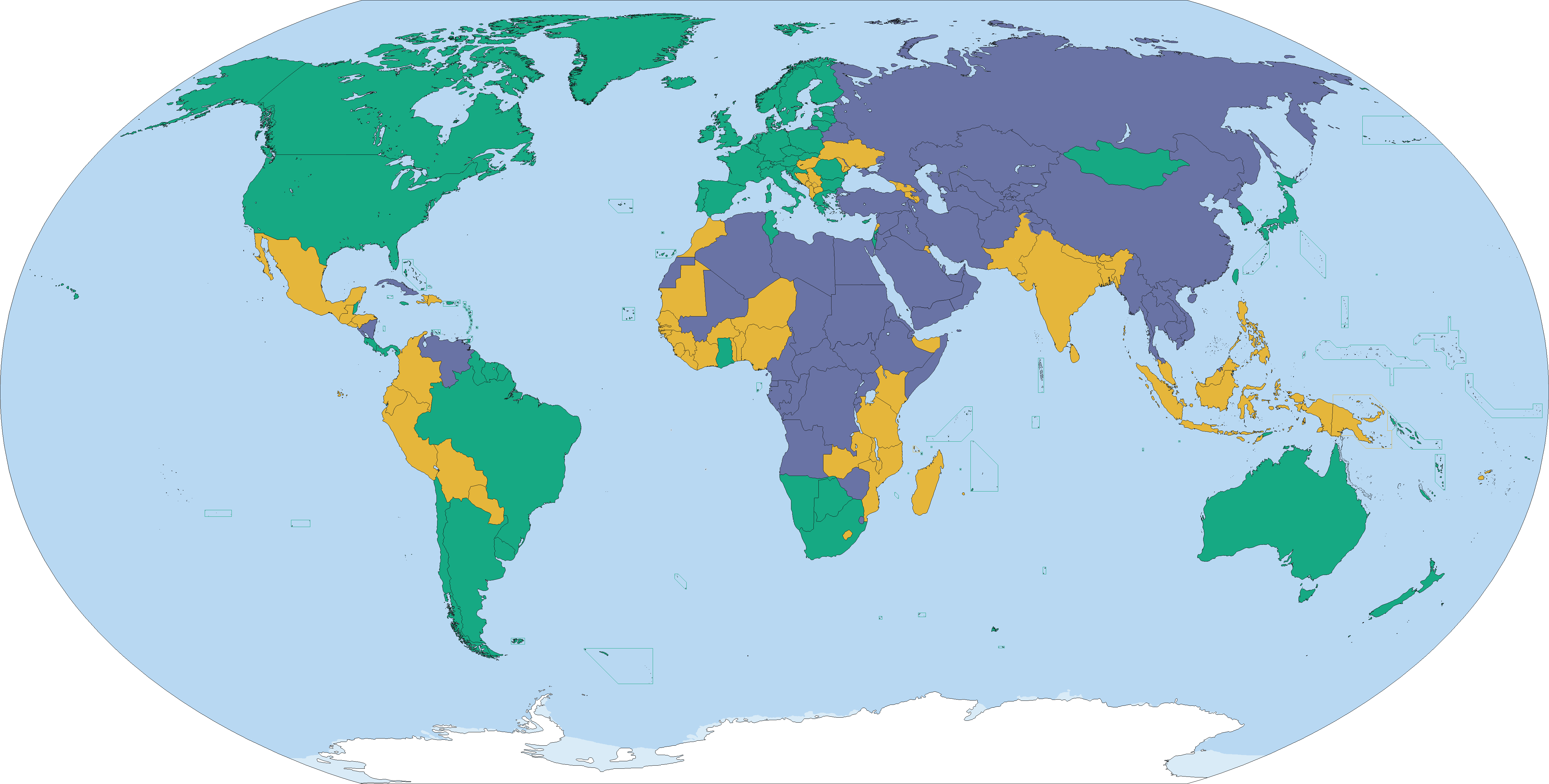
Indicele libertății în lume în 2021 conform raportului „Freedom in the World 2021” publicat de Freedom House

Indicele libertății economice în 2021 conform raportului publicat de Heritage Foundation și Wall Street Journal

Indicele libertății presei în 2024, potrivit raportului Reporteri fără frontiere

Indicele democrației Economist în 2022 conform Economist Intelligence Unit

Lista țărilor în funcție de indicii libertății în lume este o listă a țărilor și teritoriilor lumii în funcție de indicii de libertate calculați de mai multe organizații non-guvernamentale care publică periodic evaluări ale libertății în lume, conform propriilor definiții ale termenului și clasifică țările folosind diferite măsuri ale libertății, inclusiv libertăți civile, drepturi politice și drepturi economice. Unii dintre indici măsoară doar unele aspecte ale libertății, cum ar fi democrația sau corupția. Prima parte a listei include state suverane și teritorii dependente autonome bazate pe standardul ISO 3166-1 al Organizației Internaționale de Standardizare. Cea de-a doua parte a listei include teritorii nerecunoscute oficial.

## Prezentarea principalilor indici
Canada
- Economic Freedom of the World („Libertatea economică a lumii”) este un raport publicat de Fraser Institute din Canada în colaborare cu Economic Freedom Network, un grup de institute independente de cercetare și educație din 90 de țări și teritorii din întreaga lume. Este un indice numeric, iar rezultatele acestuia nu sunt incluse în tabelul de mai jos.

Canada, Statele Unite, Germania
- Human Freedom Index („Indicele libertății umane”) prezintă starea libertății umane în lume măsurată pe baza unei metodologii ample care analizează libertatea personală, civilă și economică[1]. Indicele prezintă o măsură largă a libertății umane, înțeleasă ca lipsa constrângerilor coercitive. Se utilizează 79 de indicatori diferiți ai libertății personale și economice. Indicele acoperă următoarele domenii: stat de drept, securitate și siguranță, liberă circulație, libertate religioasă, libertate de asociere, libertate de întrunire, societate civilă, libertate de exprimare, dreptul de informare, libertăți personale, sistem juridic, drept de proprietate, acces la bani sănătoși, libertate în comerțul internațional, reglementarea creditării, a muncii și a afacerilor. Indicele Libertății Umane a fost creat în 2015, acoperind 152 de țări în perioada 2008–2015. Ultimul raport HFI, publicat în 2023 prezintă date pentru 165 de țări și teritorii valabile pentru anul 2021.

- Index of Freedom in the World („Indicele libertății în lume”) a fost un predecesor al Indicele libertății umane. Acesta măsura libertățile civile clasice și a fost publicat în 2013 de Fraser Institute din Canada, Liberales Institut din Germania și Cato Institute din Statele Unite[2].

Franța
- World Press Freedom Index („Indicele mondial al libertății presei”) este publicat în fiecare an din 2002 (cu excepția anului 2011 care a fost combinat cu 2012) de Reporters Without Borders („Reporteri fără frontiere”), organizație non-guvernamentală cu sediul în Franța. Țările sunt evaluate ca având o „situație bună”, o „situație satisfăcătoare”, „probleme vizibile”, o „situație dificilă” sau o „situație foarte gravă”[3].

Spania
- The World Index of Moral Freedom („Indicele mondial al libertății morale”) a fost publicat pentru prima dată pe 2 aprilie 2016, de către Foundation for the Advancement of Liberty, cu sediul în Madrid, Spania. Acest indice clasifică 160 de țări după cinci categorii de indicatori: libertatea religioasă, libertatea bioetică, libertatea drogurilor, libertatea sexualității și libertatea familiei și a genului. Indicele urmărește stabilirea gradului de libertate individuală sau de control al statului asupra deciziilor ce țin de marile dezbateri morale ale prezentului[4].

Suedia
- Indicele MaxRange, dezvoltat de Max Rånge și întreținut de Mikael Sandberg și Max Rånge, politologi de la  Universitea Halmstad din Suedia, este un set de date care definește nivelul de democrație și structura instituțională a unei țări (tip de regim) pe o scară de 1.000 de puncte. Valorile sunt sortate în funcție de nivelul de democrație și responsabilitate politică. MaxRange definește valoarea corespunzătoare tuturor țărilor în fiecare lună din 1789 până în prezent[5]

- V-Dem Democracy indices („Indicii democrației V-Dem”), elabotrați de V-Dem Institute în cadrul Departamentului de Științe Politice de la Universitatea din Göteborg din Suedia constituie o abordare a conceptualizării și măsurării democrației, oferind un set de date multidimensionale și dezagregate care reflectă complexitatea conceptului de democrație ca sistem de guvernare depășind simpla prezență a alegerilor. Proiectul V-Dem face distincție între cinci principii de nivel înalt ale democrației: electoral, liberal, participativ, deliberativ și egalitar și colectează date pentru a măsura aceste principii. Cu șase investigatori principali, șaptesprezece manageri de proiect cu responsabilitate specială pentru domeniile problematice, peste treizeci de manageri regionali, 170 de coordonatori de țară, asistenți de cercetare și 3.000 de experți de țară, Proiectul V-Dem este unul dintre cele mai mari proiecte de colectare de date din științe sociale care se concentrează pe cercetare[6].

- Global State of Democracy Report („Raportul privind starea globală a democrației”) publicat de International IDEA prezintă performanțele democratice din 170 de țări. Indicii GSoD se bazează pe 116 indicatori individuali concepuți de diverși oameni de știință și organizații folosind diferite tipuri de surse: sondaje ale experților, codificare bazată pe standarde de către grupuri de cercetare și analiști, date observaționale și măsuri compozite. Proiectul Varieties of Democracy este cel mai mare contributor de indicatori al Global State of Democracies Indices[7].

Elveția
- Global Corruption Index („Indicele global al corupției” evaluează și clasifică țările după o măsurătoare care analizează riscul de corupție în fiecare țară folosind 43 de variabile. Acesta acoperă 196 de țări și teritorii și este publicat de compania elvețiană Global Risk Profile[8].

Regatul Unit
- The Economist Democracy Index, („Indicele democrației Economist”), publicat de Economist Intelligence Unit din Marea Britanie, prezintă o evaluare a democrației țărilor lumii. Țările sunt evaluate drept „democrații avansate”, „democrații cu probleme”, „regimuri hibride” sau „regimuri autoritare”. Indicele se bazează pe 60 de indicatori grupați în cinci categorii diferite care măsoară pluralismul, libertățile civile și cultura politică[9].

Statele Unite
- CIRI Human Rights Data Project („Proiectul CIRI de date privind drepturile omului”) măsoară o serie de drepturi umane, civile, ale femeilor și ale lucrătorilor[10]. A fost creat în 1994 și este găzduit de Universitatea din Connecticut[11]. În raportul din 2011, SUA s-a clasat pe locul 38 în categoria drepturilor omului[12].
- Freedom in the World („Indicele libertății în lume”), publicat în fiecare an din 1972 de Freedom House din SUA, clasifică țările în funcție de drepturile politice și libertățile civile care sunt derivate în mare măsură din Declarația Universală a Drepturilor Omului. Țările sunt evaluate drept „libere”, „parțial libere” sau „nelibere”[13].

- Freedom of the Press („Indicele libertății presei”) este un raport anual publicat începând cu 1980 de către Freedom House.

- Index of Economic Freedom („Indicele libertății economice”) este un raport anual publicat de Wall Street Journal și de Heritage Foundation din SUA. Țările sunt evaluate drept „libere”, „în mare parte libere”, „moderat libere”, „în mare parte nelibere” și „reprimate”[14]

- Polity data series („Seria de date Polity”) din S.U.A. este o serie de date utilizată pe scară largă în cercetarea din domeniul științelor politice. Conține informații anuale cu privire la caracteristicile și tranzițiile autorității de regim pentru toate statele independente cu populații totale mai mari de 500.000 și acoperă anii 1800–2018. Concluziile Polity despre nivelul de democrație al unui stat se bazează pe o evaluare a alegerilor din acel stat în ceea ce privește competitivitatea, deschiderea și nivelul de participare. Activitatea Polity este sponsorizată de Political Instability Task Force, organizație finanțată de Agenția Centrală de Informații din SUA; cu toate acestea, opiniile exprimate în rapoarte aparțin autorilor și nu reprezintă punctele de vedere ale guvernului SUA[15].

## Evaluări anuale
Lista țărilor în funcție de indicii libertății în lume prezintă evaluări pe baza a patru indici, pentru majoritatea țărilor și teritoriilor lumii. 
| Indice                                                       | Scară                                            | Scară               | Scară               | Scară                       | Scară                       | Scară                       | Scară                   | Scară                   | Scară                   | Scară                          | Scară                          | Scară                          | Scară                 | Scară                 | Scară                 |                |
| ------------------------------------------------------------ | ------------------------------------------------ | ------------------- | ------------------- | --------------------------- | --------------------------- | --------------------------- | ----------------------- | ----------------------- | ----------------------- | ------------------------------ | ------------------------------ | ------------------------------ | --------------------- | --------------------- | --------------------- | -------------- |
| Indice                                                       | Indicele libertății în lume Freedom in the World | libertate deplină   | libertate deplină   | libertate deplină           | libertate deplină           | libertate deplină           | libertate limitată      | libertate limitată      | libertate limitată      | libertate limitată             | libertate limitată             | fără libertate                 | fără libertate        | fără libertate        | fără libertate        | fără libertate |
| Indicele libertății economice Index of Economic Freedom      | economie liberă                                  | economie liberă     | economie liberă     | economie predominant liberă | economie predominant liberă | economie predominant liberă | economie moderat liberă | economie moderat liberă | economie moderat liberă | economie predominant reprimată | economie predominant reprimată | economie predominant reprimată | economie reprimată    | economie reprimată    | economie reprimată    |                |
| Indicele libertății presei World Press Freedom Index         | situație bună                                    | situație bună       | situație bună       | situație satisfăcătoare     | situație satisfăcătoare     | situație satisfăcătoare     | situație problematică   | situație problematică   | situație problematică   | situație dificilă              | situație dificilă              | situație dificilă              | situație foarte gravă | situație foarte gravă | situație foarte gravă |                |
| Indicele democrației Economist The Economist Democracy Index | democrație avansată                              | democrație avansată | democrație avansată | regim democratic            | regim democratic            | regim democratic            | regim hibrid            | regim hibrid            | regim hibrid            | —                              | —                              | —                              | regim autocratic      | regim autocratic      | regim autocratic      |                |

## Lista țărilor în funcție de indicii libertății în lume
Sortarea este alfabetică după codul țării, conform ISO 3166-1 alpha-3. 
| Țară/Teritoriu                   | Indicele libertății în lume 2023 | Scor | Indicele libertății economice 2023 | Scor | Indicele libertății presei 2023 | Scor  | Indicele democrației 2023 | Scor |
|                                  |                                  |      |                                    |      |                                 |       |                           |      |
| -------------------------------- | -------------------------------- | ---- | ---------------------------------- | ---- | ------------------------------- | ----- | ------------------------- | ---- |
| Afganistan                       | fără libertate                   | 8    | N/A                                | —    | situație foarte gravă           | 39.75 | regim autocratic          | 2.85 |
| Angola                           | fără libertate                   | 28   | economie predominant reprimată     | 53   | situație dificilă               | 48.3  | regim autocratic          | 3.66 |
| Albania                          | libertate limitată               | 67   | economie moderat liberă            | 65.3 | situație problematică           | 57.86 | regim democratic          | 6.08 |
| Algeria                          | fără libertate                   | 32   | economie reprimată                 | 43.2 | situație dificilă               | 45.74 | regim autocratic          | 3.77 |
| Andorra                          | libertate deplină                | 93   | N/A                                | —    | situație satisfăcătoare         | 75.05 | N/A                       | —    |
| Emiratele Arabe Unite            | fără libertate                   | 18   | economie predominant liberă        | 70.9 | situație dificilă               | 42.99 | regim autocratic          | 2.7  |
| Argentina                        | libertate deplină                | 85   | economie predominant reprimată     | 51   | situație satisfăcătoare         | 73.36 | regim democratic          | 6.95 |
| Armenia                          | libertate limitată               | 54   | economie moderat liberă            | 65.1 | situație satisfăcătoare         | 70.61 | regim hibrid              | 5.35 |
| Antigua și Barbuda               | libertate deplină                | 85   | N/A                                | —    | situație problematică           | 58.36 | N/A                       | —    |
| Australia                        | libertate deplină                | 95   | economie predominant liberă        | 74.8 | situație satisfăcătoare         | 78.24 | democrație avansată       | 8.96 |
| Austria                          | libertate deplină                | 93   | economie predominant liberă        | 71.1 | situație satisfăcătoare         | 77.3  | democrație avansată       | 8.16 |
| Azerbaidjan                      | fără libertate                   | 9    | economie moderat liberă            | 61.4 | situație foarte gravă           | 39.93 | regim autocratic          | 2.68 |
| Burundi                          | fără libertate                   | 14   | economie reprimată                 | 41.9 | situație dificilă               | 52.14 | regim autocratic          | 2.14 |
| Belgia                           | libertate deplină                | 96   | economie moderat liberă            | 67.1 | situație satisfăcătoare         | 76.47 | regim democratic          | 7.51 |
| Benin                            | libertate limitată               | 59   | economie predominant reprimată     | 59.8 | situație dificilă               | 52.44 | regim hibrid              | 4.58 |
| Burkina Faso                     | fără libertate                   | 30   | economie predominant reprimată     | 56.2 | situație problematică           | 67.64 | regim autocratic          | 3.73 |
| Bangladesh                       | libertate limitată               | 40   | economie predominant reprimată     | 54.4 | situație foarte gravă           | 35.31 | regim hibrid              | 5.99 |
| Bulgaria                         | libertate deplină                | 79   | economie moderat liberă            | 69.3 | situație problematică           | 62.98 | regim democratic          | 6.71 |
| Bahrain                          | fără libertate                   | 12   | economie moderat liberă            | 62.5 | situație foarte gravă           | 30.59 | regim autocratic          | 2.49 |
| Bahamas                          | libertate deplină                | 91   | economie moderat liberă            | 62.6 | N/A                             | —     | N/A                       | —    |
| Bosnia și Herțegovina            | libertate limitată               | 52   | economie moderat liberă            | 62.9 | situație problematică           | 65.43 | N/A                       | —    |
| Belarus                          | fără libertate                   | 8    | economie predominant reprimată     | 51   | situație foarte gravă           | 37.17 | regim autocratic          | 2.59 |
| Belize                           | libertate deplină                | 87   | economie predominant reprimată     | 59.8 | situație satisfăcătoare         | 70.49 | N/A                       | —    |
| Bolivia                          | libertate limitată               | 66   | economie reprimată                 | 43.4 | situație dificilă               | 51.09 | regim hibrid              | 5.08 |
| Brazilia                         | libertate deplină                | 72   | economie predominant reprimată     | 53.5 | situație problematică           | 58.67 | regim democratic          | 6.92 |
| Barbados                         | libertate deplină                | 94   | economie moderat liberă            | 69.8 | N/A                             | —     | N/A                       | —    |
| Brunei                           | fără libertate                   | 28   | economie moderat liberă            | 65.7 | situație dificilă               | 44.2  | N/A                       | —    |
| Bhutan                           | libertate limitată               | 61   | economie predominant reprimată     | 59   | situație problematică           | 59.25 | regim hibrid              | 5.71 |
| Botswana                         | libertate deplină                | 72   | economie moderat liberă            | 64.9 | situație problematică           | 64.61 | regim democratic          | 7.62 |
| Republica Centrafricană          | fără libertate                   | 7    | economie reprimată                 | 43.8 | situație problematică           | 57.56 | regim autocratic          | 1.32 |
| Canada                           | libertate deplină                | 98   | economie predominant liberă        | 73.7 | situație satisfăcătoare         | 83.53 | democrație avansată       | 9.24 |
| Elveția                          | libertate deplină                | 96   | economie liberă                    | 83.8 | situație satisfăcătoare         | 84.4  | democrație avansată       | 8.83 |
| Chile                            | libertate deplină                | 94   | economie predominant liberă        | 71.1 | situație problematică           | 60.09 | democrație avansată       | 8.28 |
| China                            | fără libertate                   | 9    | economie reprimată                 | 48.3 | situație foarte gravă           | 22.97 | regim autocratic          | 2.27 |
| Coasta de Fildeș                 | libertate limitată               | 49   | economie moderat liberă            | 60.4 | situație problematică           | 68.83 | regim hibrid              | 4.11 |
| Camerun                          | fără libertate                   | 15   | economie predominant reprimată     | 51.9 | situație dificilă               | 45.58 | regim autocratic          | 2.77 |
| Republica Democrată Congo        | fără libertate                   | 19   | economie reprimată                 | 47.9 | situație dificilă               | 48.55 | regim autocratic          | 1.13 |
| Coreea de Nord                   | fără libertate                   | 3    | economie reprimată                 | 2.9  | situație foarte gravă           | 21.72 | regim autocratic          | 1.08 |
| Congo                            | fără libertate                   | 17   | economie reprimată                 | 48.1 | situație problematică           | 60.42 | regim autocratic          | 3.11 |
| Columbia                         | libertate deplină                | 70   | economie moderat liberă            | 63.1 | situație dificilă               | 45.23 | regim democratic          | 7.04 |
| Comore                           | libertate limitată               | 42   | economie predominant reprimată     | 53.5 | situație problematică           | 62.25 | regim autocratic          | 3.09 |
| Cabo Verde                       | libertate deplină                | 92   | economie moderat liberă            | 65.8 | situație satisfăcătoare         | 75.72 | N/A                       | —    |
| Costa Rica                       | libertate deplină                | 91   | economie moderat liberă            | 66.5 | situație satisfăcătoare         | 80.2  | democrație avansată       | 8.16 |
| Cuba                             | fără libertate                   | 12   | economie reprimată                 | 24.3 | situație foarte gravă           | 29    | regim autocratic          | 2.84 |
| Cipru                            | libertate deplină                | 92   | economie predominant liberă        | 72.3 | situație problematică           | 68.62 | regim democratic          | 7.56 |
| Cehia                            | libertate deplină                | 92   | economie predominant liberă        | 71.9 | situație satisfăcătoare         | 83.58 | regim democratic          | 7.67 |
| Germania                         | libertate deplină                | 94   | economie predominant liberă        | 73.7 | situație satisfăcătoare         | 81.91 | democrație avansată       | 8.67 |
| Djibouti                         | fără libertate                   | 24   | economie predominant reprimată     | 56.1 | situație foarte gravă           | 35.87 | regim autocratic          | 2.71 |
| Dominica                         | libertate deplină                | 93   | economie predominant reprimată     | 59.7 | situație problematică           | 58.36 | N/A                       | —    |
| Danemarca                        | libertate deplină                | 97   | economie predominant liberă        | 77.6 | situație bună                   | 89.48 | democrație avansată       | 9.15 |
| Republica Dominicană             | libertate limitată               | 68   | economie moderat liberă            | 62.6 | situație satisfăcătoare         | 71.88 | regim democratic          | 6.32 |
| Ecuador                          | libertate deplină                | 70   | economie predominant reprimată     | 55   | situație problematică           | 60.51 | regim democratic          | 6.13 |
| Egipt                            | fără libertate                   | 18   | economie reprimată                 | 49.6 | situație foarte gravă           | 33.37 | regim autocratic          | 2.93 |
| Eritrea                          | fără libertate                   | 3    | economie reprimată                 | 39.5 | situație foarte gravă           | 27.86 | regim autocratic          | 2.15 |
| Spania                           | libertate deplină                | 90   | economie moderat liberă            | 65   | situație satisfăcătoare         | 75.37 | democrație avansată       | 8.12 |
| Estonia                          | libertate deplină                | 94   | economie predominant liberă        | 78.6 | situație bună                   | 85.31 | regim democratic          | 7.84 |
| Etiopia                          | fără libertate                   | 21   | economie reprimată                 | 48.3 | situație dificilă               | 47.7  | regim autocratic          | 3.38 |
| Finlanda                         | libertate deplină                | 100  | economie predominant liberă        | 77.1 | situație bună                   | 87.94 | democrație avansată       | 9.2  |
| Fiji                             | libertate limitată               | 59   | economie predominant reprimată     | 58   | situație problematică           | 59.27 | regim hibrid              | 5.72 |
| Franța                           | libertate deplină                | 89   | economie moderat liberă            | 63.6 | situație satisfăcătoare         | 78.72 | regim democratic          | 7.99 |
| Statele Federate ale Microneziei | libertate deplină                | 92   | economie moderat liberă            | 62.6 | N/A                             | —     | N/A                       | —    |
| Gabon                            | fără libertate                   | 20   | economie predominant reprimată     | 56.1 | situație problematică           | 58.12 | regim autocratic          | 3.54 |
| Regatul Unit                     | libertate deplină                | 93   | economie moderat liberă            | 69.9 | situație satisfăcătoare         | 78.51 | democrație avansată       | 8.54 |
| Georgia                          | libertate limitată               | 58   | economie moderat liberă            | 68.7 | situație problematică           | 61.69 | regim hibrid              | 5.31 |
| Ghana                            | libertate deplină                | 80   | economie predominant reprimată     | 58   | situație problematică           | 65.93 | regim democratic          | 6.5  |
| Guineea                          | fără libertate                   | 30   | economie predominant reprimată     | 53.2 | situație problematică           | 59.51 | regim autocratic          | 3.08 |
| Gambia                           | libertate limitată               | 48   | economie predominant reprimată     | 57.9 | situație satisfăcătoare         | 71.06 | regim hibrid              | 4.49 |
| Guinea-Bissau                    | libertate limitată               | 43   | economie reprimată                 | 44.6 | situație problematică           | 61.57 | regim autocratic          | 2.63 |
| Guineea Ecuatorială              | fără libertate                   | 5    | economie reprimată                 | 48.3 | situație dificilă               | 50.35 | regim autocratic          | 1.92 |
| Grecia                           | libertate deplină                | 86   | economie predominant reprimată     | 56.9 | situație problematică           | 55.2  | regim democratic          | 7.39 |
| Grenada                          | libertate deplină                | 89   | N/A                                | —    | situație problematică           | 58.36 | N/A                       | —    |
| Guatemala                        | libertate limitată               | 49   | economie moderat liberă            | 62.7 | situație dificilă               | 48.12 | regim hibrid              | 4.97 |
| Guyana                           | libertate deplină                | 73   | economie predominant reprimată     | 56.9 | situație problematică           | 67.5  | regim democratic          | 6.01 |
| Hong Kong                        | libertate limitată               | 42   | N/A                                | —    | situație dificilă               | 44.86 | regim hibrid              | 5.57 |
| Honduras                         | libertate limitată               | 48   | economie predominant reprimată     | 58.7 | situație foarte gravă           | 32.65 | regim hibrid              | 5.36 |
| Croația                          | libertate deplină                | 84   | economie moderat liberă            | 66.4 | situație satisfăcătoare         | 71.95 | regim democratic          | 6.5  |
| Haiti                            | fără libertate                   | 31   | economie reprimată                 | 49.9 | situație problematică           | 57.38 | regim hibrid              | 4.22 |
| Ungaria                          | libertate limitată               | 66   | economie moderat liberă            | 64.1 | situație problematică           | 62.96 | regim democratic          | 6.56 |
| Indonezia                        | libertate limitată               | 58   | economie moderat liberă            | 63.5 | situație dificilă               | 54.83 | regim democratic          | 6.3  |
| India                            | libertate limitată               | 66   | economie predominant reprimată     | 52.9 | situație foarte gravă           | 36.62 | regim democratic          | 6.61 |
| Irlanda                          | libertate deplină                | 97   | economie liberă                    | 82   | situație bună                   | 89.91 | democrație avansată       | 9.05 |
| Iran                             | fără libertate                   | 12   | economie reprimată                 | 42.2 | situație foarte gravă           | 24.81 | regim autocratic          | 2.2  |
| Irak                             | fără libertate                   | 29   | N/A                                | —    | situație foarte gravă           | 32.94 | regim autocratic          | 3.62 |
| Islanda                          | libertate deplină                | 94   | economie predominant liberă        | 72.2 | situație satisfăcătoare         | 83.19 | democrație avansată       | 9.37 |
| Israel                           | libertate deplină                | 77   | economie moderat liberă            | 68.9 | situație problematică           | 57.57 | regim democratic          | 7.84 |
| Italia                           | libertate deplină                | 90   | economie moderat liberă            | 62.3 | situație satisfăcătoare         | 72.05 | regim democratic          | 7.74 |
| Jamaica                          | libertate deplină                | 80   | economie moderat liberă            | 68.1 | situație satisfăcătoare         | 75.89 | regim democratic          | 7.13 |
| Iordania                         | fără libertate                   | 33   | economie predominant reprimată     | 58.8 | situație dificilă               | 42.79 | regim autocratic          | 3.62 |
| Japonia                          | libertate deplină                | 96   | economie moderat liberă            | 69.3 | situație problematică           | 63.95 | democrație avansată       | 8.13 |
| Kazahstan                        | fără libertate                   | 23   | economie moderat liberă            | 62.1 | situație dificilă               | 45.87 | regim autocratic          | 3.14 |
| Kenya                            | libertate limitată               | 52   | economie predominant reprimată     | 52.5 | situație dificilă               | 51.15 | regim hibrid              | 5.05 |
| Kârgâzstan                       | fără libertate                   | 27   | economie predominant reprimată     | 55.8 | situație dificilă               | 49.91 | regim hibrid              | 4.21 |
| Cambodgia                        | fără libertate                   | 24   | economie predominant reprimată     | 56.5 | situație dificilă               | 42.02 | regim autocratic          | 3.1  |
| Kiribati                         | libertate deplină                | 91   | economie predominant reprimată     | 58.8 | N/A                             | —     | N/A                       | —    |
| Sfântul Cristofor și Nevis       | libertate deplină                | 89   | N/A                                | —    | situație problematică           | 58.36 | N/A                       | —    |
| Coreea de Sud                    | libertate deplină                | 83   | economie predominant liberă        | 73.7 | situație satisfăcătoare         | 70.83 | democrație avansată       | 8.01 |
| Kuweit                           | libertate limitată               | 37   | economie predominant reprimată     | 56.7 | situație foarte gravă           | 38.84 | regim autocratic          | 3.8  |
| Laos                             | fără libertate                   | 13   | economie predominant reprimată     | 50.3 | situație foarte gravă           | 36.66 | regim autocratic          | 1.77 |
| Liban                            | libertate limitată               | 43   | economie reprimată                 | 45.6 | situație dificilă               | 50.46 | regim hibrid              | 4.16 |
| Liberia                          | libertate limitată               | 60   | economie reprimată                 | 49.6 | situație problematică           | 64.34 | regim hibrid              | 5.32 |
| Libia                            | fără libertate                   | 10   | N/A                                | —    | situație dificilă               | 40.22 | regim autocratic          | 1.95 |
| Sfânta Lucia                     | libertate deplină                | 92   | economie moderat liberă            | 60.7 | situație problematică           | 58.36 | N/A                       | —    |
| Liechtenstein                    | libertate deplină                | 90   | N/A                                | —    | situație satisfăcătoare         | 84.47 | N/A                       | —    |
| Sri Lanka                        | libertate limitată               | 54   | economie predominant reprimată     | 52.2 | situație dificilă               | 45.85 | regim democratic          | 6.14 |
| Lesotho                          | libertate limitată               | 66   | economie predominant reprimată     | 51.6 | situație problematică           | 64.29 | regim democratic          | 6.3  |
| Lituania                         | libertate deplină                | 89   | economie predominant liberă        | 72.2 | situație bună                   | 86.79 | regim democratic          | 7.13 |
| Luxemburg                        | libertate deplină                | 97   | economie predominant liberă        | 78.4 | situație satisfăcătoare         | 81.98 | democrație avansată       | 8.68 |
| Letonia                          | libertate deplină                | 88   | economie predominant liberă        | 72.8 | situație satisfăcătoare         | 83.27 | regim democratic          | 7.24 |
| Maroc                            | libertate limitată               | 37   | economie predominant reprimată     | 58.4 | situație dificilă               | 43.69 | regim hibrid              | 5.04 |
| Monaco                           | libertate deplină                | 84   | N/A                                | —    | N/A                             | —     | N/A                       | —    |
| Republica Moldova                | libertate limitată               | 62   | economie predominant reprimată     | 58.5 | situație satisfăcătoare         | 77.62 | regim hibrid              | 5.78 |
| Madagascar                       | libertate limitată               | 61   | economie predominant reprimată     | 58.9 | situație problematică           | 56.66 | regim hibrid              | 5.7  |
| Maldive                          | libertate limitată               | 41   | economie reprimată                 | 46.6 | situație problematică           | 56.93 | N/A                       | —    |
| Mexic                            | libertate limitată               | 60   | economie moderat liberă            | 63.2 | situație dificilă               | 47.98 | regim democratic          | 6.07 |
| Insulele Marshall                | libertate deplină                | 93   | N/A                                | —    | N/A                             | —     | N/A                       | —    |
| Macedonia de Nord                | libertate limitată               | 68   | economie moderat liberă            | 63.7 | situație satisfăcătoare         | 74.35 | regim hibrid              | 5.89 |
| Mali                             | fără libertate                   | 29   | economie predominant reprimată     | 54.5 | situație dificilă               | 52.29 | regim autocratic          | 3.93 |
| Malta                            | libertate deplină                | 89   | economie moderat liberă            | 67.5 | situație problematică           | 59.76 | regim democratic          | 7.68 |
| Birmania                         | fără libertate                   | 9    | economie reprimată                 | 46.5 | situație foarte gravă           | 28.26 | regim autocratic          | 3.04 |
| Muntenegru                       | libertate limitată               | 67   | economie moderat liberă            | 60.9 | situație satisfăcătoare         | 74.28 | regim hibrid              | 5.77 |
| Mongolia                         | libertate deplină                | 84   | economie moderat liberă            | 61.7 | situație problematică           | 59.33 | regim democratic          | 6.48 |
| Mozambic                         | libertate limitată               | 45   | economie predominant reprimată     | 52.5 | situație problematică           | 56.13 | regim autocratic          | 3.51 |
| Mauritania                       | libertate limitată               | 36   | economie predominant reprimată     | 55.3 | situație problematică           | 59.45 | regim autocratic          | 3.92 |
| Mauritius                        | libertate deplină                | 85   | economie predominant liberă        | 70.6 | situație problematică           | 65.56 | democrație avansată       | 8.14 |
| Malawi                           | libertate limitată               | 66   | economie predominant reprimată     | 52.8 | situație problematică           | 60.34 | regim hibrid              | 5.74 |
| Malaysia                         | libertate limitată               | 53   | economie moderat liberă            | 67.3 | situație problematică           | 62.83 | regim democratic          | 7.25 |
| Namibia                          | libertate deplină                | 77   | economie predominant reprimată     | 57.7 | situație satisfăcătoare         | 80.91 | regim democratic          | 6.52 |
| Niger                            | libertate limitată               | 51   | economie predominant reprimată     | 53.7 | situație problematică           | 66.84 | regim autocratic          | 3.29 |
| Nigeria                          | libertate limitată               | 43   | economie predominant reprimată     | 53.9 | situație dificilă               | 49.56 | regim hibrid              | 4.1  |
| Nicaragua                        | fără libertate                   | 19   | economie predominant reprimată     | 54.9 | situație foarte gravă           | 37.09 | regim autocratic          | 3.6  |
| Țările de Jos                    | libertate deplină                | 97   | economie predominant liberă        | 78   | situație bună                   | 87    | democrație avansată       | 8.96 |
| Norvegia                         | libertate deplină                | 100  | economie predominant liberă        | 76.9 | situație bună                   | 95.18 | democrație avansată       | 9.81 |
| Nepal                            | libertate limitată               | 58   | economie predominant reprimată     | 51.4 | situație problematică           | 57.89 | regim hibrid              | 5.22 |
| Nauru                            | libertate deplină                | 77   | N/A                                | —    | N/A                             | —     | N/A                       | —    |
| Noua Zeelandă                    | libertate deplină                | 99   | economie predominant liberă        | 78.9 | situație satisfăcătoare         | 84.23 | democrație avansată       | 9.25 |
| Oman                             | fără libertate                   | 24   | economie predominant reprimată     | 58.5 | situație foarte gravă           | 37.87 | regim autocratic          | 3    |
| Pakistan                         | libertate limitată               | 37   | economie reprimată                 | 49.4 | situație foarte gravă           | 39.95 | regim hibrid              | 4.31 |
| Panama                           | libertate deplină                | 83   | economie moderat liberă            | 63.8 | situație problematică           | 63.67 | regim democratic          | 7.18 |
| Peru                             | libertate deplină                | 70   | economie moderat liberă            | 66.5 | situație dificilă               | 52.74 | regim democratic          | 6.53 |
| Filipine                         | libertate limitată               | 58   | economie predominant reprimată     | 59.3 | situație dificilă               | 46.21 | regim democratic          | 6.56 |
| Palau                            | libertate deplină                | 92   | N/A                                | —    | N/A                             | —     | N/A                       | —    |
| Papua Noua Guinee                | libertate limitată               | 61   | economie predominant reprimată     | 51.7 | situație problematică           | 67.62 | regim democratic          | 6.1  |
| Polonia                          | libertate deplină                | 81   | economie moderat liberă            | 67.7 | situație problematică           | 67.66 | regim democratic          | 6.85 |
| Portugalia                       | libertate deplină                | 96   | economie moderat liberă            | 69.5 | situație satisfăcătoare         | 84.6  | regim democratic          | 7.9  |
| Paraguay                         | libertate limitată               | 65   | economie moderat liberă            | 61   | situație problematică           | 55.96 | regim democratic          | 6.18 |
| Palestina                        | N/A                              | —    | N/A                                | —    | situație foarte gravă           | 37.86 | regim autocratic          | 3.83 |
| Qatar                            | fără libertate                   | 25   | economie moderat liberă            | 68.6 | situație problematică           | 55.28 | regim autocratic          | 3.24 |
| România                          | libertate deplină                | 83   | economie moderat liberă            | 64.5 | situație problematică           | 69.04 | regim democratic          | 6.4  |
| Rusia                            | fără libertate                   | 16   | economie predominant reprimată     | 53.8 | situație foarte gravă           | 34.77 | regim autocratic          | 3.31 |
| Rwanda                           | fără libertate                   | 23   | economie predominant reprimată     | 52.2 | situație dificilă               | 46.58 | regim autocratic          | 3.1  |
| Arabia Saudită                   | fără libertate                   | 8    | economie predominant reprimată     | 58.3 | situație foarte gravă           | 32.43 | regim autocratic          | 2.08 |
| Sudan                            | fără libertate                   | 10   | economie reprimată                 | 32.8 | situație dificilă               | 40.83 | regim autocratic          | 2.54 |
| Senegal                          | libertate limitată               | 68   | economie predominant reprimată     | 57.7 | situație problematică           | 55.82 | regim hibrid              | 5.67 |
| Singapore                        | libertate limitată               | 47   | economie liberă                    | 83.9 | situație dificilă               | 47.88 | regim democratic          | 6.03 |
| Insulele Solomon                 | libertate deplină                | 76   | economie predominant reprimată     | 56.9 | N/A                             | —     | N/A                       | —    |
| Sierra Leone                     | libertate limitată               | 63   | economie predominant reprimată     | 50.2 | situație problematică           | 62.55 | regim hibrid              | 4.86 |
| El Salvador                      | libertate limitată               | 56   | economie predominant reprimată     | 56   | situație dificilă               | 51.36 | regim hibrid              | 5.9  |
| San Marino                       | libertate deplină                | 97   | N/A                                | —    | N/A                             | —     | N/A                       | —    |
| Somalia                          | fără libertate                   | 8    | N/A                                | —    | situație dificilă               | 44.24 | N/A                       | —    |
| Serbia                           | libertate limitată               | 60   | economie moderat liberă            | 63.5 | situație problematică           | 59.16 | regim democratic          | 6.22 |
| Sudanul de Sud                   | fără libertate                   | 1    | N/A                                | —    | situație dificilă               | 50.62 | N/A                       | —    |
| São Tomé și Príncipe             | libertate deplină                | 84   | economie moderat liberă            | 61.5 | N/A                             | —     | N/A                       | —    |
| Surinam                          | libertate deplină                | 79   | economie reprimată                 | 46.1 | situație satisfăcătoare         | 70.62 | regim democratic          | 6.82 |
| Slovacia                         | libertate deplină                | 90   | economie moderat liberă            | 69   | situație satisfăcătoare         | 83.22 | regim democratic          | 6.97 |
| Slovenia                         | libertate deplină                | 95   | economie moderat liberă            | 68.5 | situație satisfăcătoare         | 70.59 | regim democratic          | 7.54 |
| Suedia                           | libertate deplină                | 100  | economie predominant liberă        | 77.5 | situație bună                   | 88.15 | democrație avansată       | 9.26 |
| Eswatini                         | fără libertate                   | 17   | economie predominant reprimată     | 54.9 | situație dificilă               | 52.66 | regim autocratic          | 3.08 |
| Seychelles                       | libertate deplină                | 79   | economie predominant reprimată     | 59.5 | situație satisfăcătoare         | 75.71 | N/A                       | —    |
| Siria                            | fără libertate                   | 1    | N/A                                | —    | situație foarte gravă           | 27.22 | regim autocratic          | 1.43 |
| Ciad                             | fără libertate                   | 15   | economie predominant reprimată     | 52   | situație dificilă               | 53.73 | regim autocratic          | 1.55 |
| Togo                             | libertate limitată               | 42   | economie predominant reprimată     | 55.3 | situație problematică           | 63.06 | regim autocratic          | 2.8  |
| Thailanda                        | fără libertate                   | 30   | economie moderat liberă            | 60.6 | situație problematică           | 55.24 | regim democratic          | 6.04 |
| Tadjikistan                      | fără libertate                   | 7    | economie predominant reprimată     | 50.6 | situație foarte gravă           | 39.06 | regim autocratic          | 1.94 |
| Turkmenistan                     | fără libertate                   | 2    | economie reprimată                 | 46.5 | situație foarte gravă           | 25.82 | regim autocratic          | 1.72 |
| Timorul de Est                   | libertate deplină                | 72   | economie reprimată                 | 47.2 | situație satisfăcătoare         | 84.49 | regim democratic          | 7.06 |
| Tonga                            | libertate deplină                | 81   | economie moderat liberă            | 60   | situație satisfăcătoare         | 71.29 | N/A                       | —    |
| Trinidad și Tobago               | libertate deplină                | 82   | economie predominant reprimată     | 59.5 | situație satisfăcătoare         | 76.54 | regim democratic          | 7.16 |
| Tunisia                          | libertate limitată               | 56   | economie predominant reprimată     | 52.9 | situație dificilă               | 50.11 | regim democratic          | 6.59 |
| Turcia                           | fără libertate                   | 32   | economie predominant reprimată     | 56.9 | situație foarte gravă           | 33.97 | regim hibrid              | 4.48 |
| Tuvalu                           | libertate deplină                | 93   | N/A                                | —    | N/A                             | —     | N/A                       | —    |
| Taiwan                           | libertate deplină                | 94   | economie liberă                    | 80.7 | situație satisfăcătoare         | 75.54 | democrație avansată       | 8.94 |
| Tanzania                         | libertate limitată               | 36   | economie moderat liberă            | 60   | situație dificilă               | 44.02 | regim hibrid              | 5.1  |
| Uganda                           | fără libertate                   | 35   | economie predominant reprimată     | 51.4 | situație dificilă               | 46.08 | regim hibrid              | 4.94 |
| Ucraina                          | libertate limitată               | 50   | N/A                                | —    | situație problematică           | 61.19 | regim hibrid              | 5.81 |
| Uruguay                          | libertate deplină                | 96   | economie predominant liberă        | 70.2 | situație satisfăcătoare         | 70.33 | democrație avansată       | 8.61 |
| Statele Unite                    | libertate deplină                | 83   | economie predominant liberă        | 70.6 | situație satisfăcătoare         | 71.22 | regim democratic          | 7.92 |
| Uzbekistan                       | fără libertate                   | 12   | economie predominant reprimată     | 56.5 | situație dificilă               | 45.73 | regim autocratic          | 2.12 |
| Sfântul Vicențiu și Grenadine    | libertate deplină                | 91   | economie moderat liberă            | 63.5 | situație problematică           | 58.36 | N/A                       | —    |
| Venezuela                        | fără libertate                   | 15   | economie reprimată                 | 25.8 | situație foarte gravă           | 36.99 | regim autocratic          | 2.76 |
| Vietnam                          | fără libertate                   | 19   | economie moderat liberă            | 61.8 | situație foarte gravă           | 24.58 | regim autocratic          | 2.94 |
| Vanuatu                          | libertate deplină                | 82   | economie moderat liberă            | 62.1 | N/A                             | —     | N/A                       | —    |
| Samoa                            | libertate deplină                | 83   | economie moderat liberă            | 68.3 | situație satisfăcătoare         | 82.15 | N/A                       | —    |
| Kosovo                           | libertate limitată               | 60   | economie moderat liberă            | 60.7 | situație problematică           | 68.38 | N/A                       | —    |
| Yemen                            | fără libertate                   | 9    | N/A                                | —    | situație foarte gravă           | 32.78 | regim autocratic          | 1.95 |
| Africa de Sud                    | libertate deplină                | 79   | economie predominant reprimată     | 55.7 | situație satisfăcătoare         | 78.6  | regim democratic          | 7.05 |
| Zambia                           | libertate limitată               | 54   | economie reprimată                 | 47.8 | situație problematică           | 59.41 | regim hibrid              | 4.86 |
| Zimbabwe                         | fără libertate                   | 28   | economie reprimată                 | 39   | situație dificilă               | 48.17 | regim autocratic          | 3.16 |

### Teritorii disputate
| Teritoriu                 | Indicele libertății în lume 2023 | Scor | Indicele libertății presei 2023 | Scor  |
|                           |                                  |      |                                 |       |
| ------------------------- | -------------------------------- | ---- | ------------------------------- | ----- |
| Ciprul de Nord            | libertate deplină                | 76   | situație problematică           | 61.73 |
| Cisiordania               | fără libertate                   | 22   | situație foarte gravă           | 37.86 |
| Fâșia Gaza                | fără libertate                   | 11   | situație foarte gravă           | 37.86 |
| Sahara Occidentală        | fără libertate                   | 4    | situație dificilă               | 43.69 |
| Somaliland                | libertate limitată               | 44   | N/A                             | —     |
| Abhazia                   | libertate limitată               | 39   | N/A                             | —     |
| Republica Nagorno-Karabah | libertate limitată               | 37   | N/A                             | —     |
| Azad Kashmir              | fără libertate                   | 29   | N/A                             | —     |
| Jammu și Kashmir          | fără libertate                   | 27   | N/A                             | —     |
| Transnistria              | fără libertate                   | 18   | N/A                             | —     |
| Osetia de Sud             | fără libertate                   | 12   | N/A                             | —     |
| Crimeea                   | fără libertate                   | 4    | N/A                             | —     |
| Novorusia                 | fără libertate                   | 3    | N/A                             | —     |
| Tibet                     | fără libertate                   | 1    | N/A                             | —     |